# Эронгоберге
Эронгоберге (англ. Erongo Mountains, африк. Erongoberge) — горное образование вулканического происхождения в Намибии. Горы Эронго располагаются в Дамараленде, к западу от города Омаруру, к югу от одноимённой ему реки и к востоку от вулкана.
До сегодняшнего дня на спутниковом снимке можно увидеть большую кольцевую структуру древней вулканической кегли диаметром около 30 км с тремя ровными бассейнами.

## Достопримечательности
Вся страна — это частная собственность фермы «Aleib», в том числе вершины, имеющие высоту более 2000 м. Самые высокие места горной цепи — каменная скала на юго-западе горной цепи высотой 2319 м (2350 м) и гора Эронго на юго-востоке высотой 2216 м (2219 м). Самое высоко расположенное человеческое поселение в Намибии — это ферма «Ombuwa», находящаяся на высоте 1792 м. Название политического региона образовано от географических названий — горного хребта Эронго и горы Эронго.
В горах Эронго идёт добыча минералов, в основном, аквамарина.
На территории фермы «Aleib» находится пещера Филлипа, которая охраняется из-за её научной ценности, поскольку там найдены элементы пещерной живописи.